# Jean-Jacques-Émile Goujon
Jean-Jacques-Émile Goujon (* 21. Juli 1823 in Paris; † 28. Oktober 1856 ebenda) war ein französischer Astronom.

## Leben
Jean-Jacques-Émile Goujon war ein Sohn des französischen Beamten und Autors Antoine Maurice Goujon. Er wurde von seinem Vater schon früh zum Studium der mathematischen Wissenschaften bestimmt und der Leitung seines Onkels Courtial, eines der Repetitoren der polytechnischen Schule, übergeben. Nach der Beendigung seiner Ausbildung kam er am 20. Januar 1841 als Student der Astronomie an die Pariser Sternwarte und zeichnete sich durch seinen Fleiß und seine Gewandtheit in astronomischen Arbeiten aus. In den ihm verbleibenden 15 Lebensjahren machte er etwa 30.000 Beobachtungen von Meridiandurchgängen diverser Gestirne. Er nahm auch teil an der Beobachtung von 33 neuentdeckten Asteroiden und Kometen und berechnete die Bahnelemente von mehreren dieser Himmelskörper, wie aus der Mitteilung der Resultate dieser Berechnungen in den Comptes rendus de l’Académie des sciences (1844, Bände 19 ff.) hervorgeht.
1846 bewies Goujon die Periodizität des am 26. Februar desselben Jahres vom dänischen Astronomen Theodor Brorsen aufgefundenen Kometen und am 15. April 1849 entdeckte er selbst einen neuen Kometen. Zu derselben Zeit legte er dem Institut verschiedene Abhandlungen über den Sonnendurchmesser und über die Bestimmung der Längendifferenz zwischen Paris und Greenwich vor. Letztere beruhte auf den Differenzen des Aufgangs des Mondes und vorausgewählter Sterne. Durch diese Arbeiten erregte er so viel Aufmerksamkeit, dass er gewählt wurde, um mit Félix-Victor Mauvais, einem der Adjunkten der Pariser Sternwarte, in Orléans die ringförmige Sonnenfinsternis am 9. Oktober 1847 und in Danzig die totale Sonnenfinsternis am 28. Juli 1851 zu beobachten. Beide Astronomen führten ihren Auftrag erfolgreich durch, wie ihre beifällig aufgenommenen Berichte beweisen.
Goujons Kenntnisse wurden von den Fachgenossen derartig gewürdigt, dass François Arago ihn wählte, um mit ihm die Vorbereitungen zur Herausgabe seiner Werke zu treffen. Am 4. Februar 1854 erhielt Goujon seine Ernennung zum Adjunkten an der Pariser Sternwarte und am 21. Juni 1856 wurde er Astronom an derselben Anstalt, wozu neue Beobachtungen und Berechnungen sowie besonders die gemeinsam mit Emmanuel Liais angestellte magnetische Beobachtung zur genauen Bestimmung der magnetischen Beschaffenheit der Sternwarte nicht wenig beitrugen. Auch stand er bereits auf der Liste der Kandidaten, denen eine Stelle im Bureau des Longitudes und in der astronomischen Sektion der Akademie der Wissenschaften zugedacht war, als er am 28. Oktober 1856 unvermutet an einer Gehirnkongestion im Alter von nur 33 Jahren starb.